# Chiesi
Chiesi Farmaceutici S.p.A. är ett italienskt familjeägt globalt läkemedelsföretag baserat i Parma Emilia-Romagna. Chiesi har 31 dotterbolag i världen, cirka 6 500 anställda och tillhandahåller läkemedel till patienter i 100 länder.  Chiesi har för närvarande intäkter på 2,749 miljarder euro. Enligt uppgifter för 2020 från European Patent Office (EPO) är Chiesi Group med 42 inlämnade patient det första italienska läkemedelsföretaget och det tredje bland italienska företag inom alla sektorer att ansöka om det högsta antalet patent. Chiesi etablerades i Norden 2014 och har verksamhet i Sverige, Danmark, Norge och Finland. Det nordiska huvudkontoret ligger i Stockholm och forsknings- och utvecklingsavdelningen ligger intill Karolinska Institutets campus. 
I juni 2019 blev Chiesi ett certifierat Benefit Corporation och antog därmed en ny juridisk status enligt amerikansk och italiensk lag. Detta garanterar Chiesi ett rättsligt skydd för att driva en affärsmodell som ställer sociala och miljömässiga värden på lika villkor med vinster.
Chiesi innehar också hållbarhetscertifieringen B-corp. Det innebär att social och miljömässig påverkan mäts på samma sätt och med samma noggrannhet som finansiella resultat samt att företaget granskas av den ideella organisationen B Lab. 

## Läkemedel
- Bramitob
- Brexidol
- Bronchitol
- Curosurf
- Envarsus
- Ferriprox
- Innovair
- Innovair Nexthaler
- Kegrexal
- Peyona
- Procysbi
- Quinsair
- Raxone
- Trimbow
- Trimbow pulver Nexthaler

## Historia
Historiskt lanserade Chiesi 1979 ett kortisonpreparat för astma, allergisk rinit och luftvägsinflammation samt en ytaktiv livräddande behandling som kan ges till för tidigt födda barn, utvecklad av två forskare vid Karolinska Institutet, Tore Curstedt och Bengt Robertson.
Inom området sällsynta sjukdomar utvecklade forskarna Michele De Luca och Graziella Pellegrini den första stamcellsterapi som godkändes i Europa för behandling av måttlig till svår limbal stamcellsbrist (LSCD). Förutom att utveckla läkemedel i landet har Chiesi en policy att utveckla läkemedel i samarbete med läkemedelsföretag utanför Italien.
Företaget har över 4000 internationella patent för mer än 200 patentfamiljer och sysselsätter cirka 944 personer inom forsknings- och utveckling, inklusive regulatoriska i FoU-centra i Parma (Italien), Frankrike, Storbritannien, Sverige, USA, Kanada och Kina. 
2010 gick omsättningen över en miljard euro, där Chiesi noterade en försäljningstillväxt på 16,4 procent jämfört med siffran för 2009. År 2013 hade omsättningen nått 1,236 miljarder euro, med ökningar som framför allt kom från utanför den italienska hemmamarknaden. Chiesi Farmaceutici avslutade 2016 med en årlig omsättning på 1,571 miljarder euro, en ökning på mer än +7,0 procent jämfört med föregående år, och EBITDA (bruttorörelsevinsten) lika med 448 miljoner euro - en årsökning med över 8,2 procent. Företagets stabilitet återspeglas i innovation och utveckling, där FoU-utgifterna ökade med över +12,5 procent under perioden 2015-2016 för att nå 370 miljarder euro 2019, 19 procent av den totala försäljningen. Koncernen har för närvarande 49 aktiva studier inom forskning och utveckling. 2020 nådde och översteg Chiesi Group en omsättning på 2 miljarder euro. 
År 2022 noterade koncernen en omsättning på 2,749 miljarder euro, en ökning med 13,6 procent jämfört med 2021. EBITDA ökade med 7 procent. Omsättningen i Norden noterades till 55 miljoner euro. 

## Kontrovers kring prissättning
2014 fick Chiesi ensamrätt på ett läkemedel som används för behandling av förtidigt födda barn med andningsproblem (primär apné). Läkemedlets aktiva substans är koffeincitrat och ensamrätten tilldelades inom ramen för reglerna för så kallade särläkemedel, vilket ledde till en prisökning till 40 gånger det tidigare priset. I Danmark ledde detta till kritik mot Chiesis prissättning, eftersom reglerna för särläkemedel är avsedda för att täcka utvecklingskostnader för nyframtagna läkemedel för ovanliga sjukdomar. Kritikerna menar att Chiesi inte har utvecklat det relativt okomplicerade läkemedlet, utan utnyttjat regelverket på ett icke avsett sätt.
Det fanns inte ett godkänt läkemedel innan Chiesi registrerade sin produkt. Koffeincitrat till för tidigt födda barn med primär apné tillverkades tidigare extempore, det vill säga bereddes på apotek. Chiesis registrerade läkemedel har dokumentation och tillverkas standardiserat med höga kvalitetskrav. Priset sattes därmed högre än på den apoteksberedning som tidigare användes. 